# (35345) 1997 HY6
1997 HY6 (asteroide 35345) é um asteroide da cintura principal. Possui uma excentricidade de 0.03141800 e uma inclinação de 10.17647º.
Este asteroide foi descoberto no dia 30 de abril de 1997 por LINEAR em Socorro.